# Løgn og løvebrøl
Løgn og løvebrøl er en dansk film fra 1961, skrevet og instrueret af Peer Guldbrandsen.

## Medvirkende
- Kjeld Petersen
- Lily Broberg
- Jørgen Reenberg
- Hanne Borchsenius
- Ellen Gottschalch
- Elith Foss
- Preben Lerdorff Rye
- Elith Pio
- Helge Kjærulff-Schmidt